# Cerro Tres Picos, Buenos Aires
Cerro Tres Picos är ett berg i Argentina.   Det ligger i provinsen Buenos Aires, i den centrala delen av landet, 500 km sydväst om huvudstaden Buenos Aires. Toppen på Cerro Tres Picos är 1 224 meter över havet. Cerro Tres Picos ingår i Sierra de la Ventana.
Terrängen runt Cerro Tres Picos är huvudsakligen kuperad. Cerro Tres Picos är den högsta punkten i trakten. Runt Cerro Tres Picos är det mycket glesbefolkat, med 3 invånare per kvadratkilometer.. Närmaste större samhälle är Sierra de la Ventana, 13,8 km öster om Cerro Tres Picos. 
Trakten runt Cerro Tres Picos består i huvudsak av gräsmarker.